# Sillemgimpel
Der Sillemgimpel (Carpodacus sillemi, Syn.: Leucosticte sillemi), früher als Sillem-Schneegimpel bezeichnet, ist eine kaum erforschte Vogelart aus der Gattung der Karmingimpel (Carpodacus) innerhalb der Familie der Finken.

## Beschreibung
Der Sillemgimpel war lange nur zwei Exemplaren, einem adulten Männchen und einem eben flüggen Männchen bekannt, die im September 1929 vom niederländischen Bankier und Ornithologen Jérôme Alexander Sillem (1902–1986) gesammelt und 1992 von Cees S. Roselaar wissenschaftlich beschrieben wurden.
Das adulte Männchen hat eine Größe von 15 Zentimetern. Die Flügellänge beträgt 128 mm, die Schwanzlänge 67,5 mm, die Schnabellänge 14,3 mm und die Lauflänge 19,7 mm. Kopf und Nacken sind leuchtend hell lehmgelb oder etwas heller am Unternacken. Die Basis um den Schnabel ist hell gelbbraun. Die Oberseite ist graubraun. Abgetragenes Gefieder weist gelbbraune Spitzen auf. Bürzel und Oberschwanzdecken sind hell gelbweiß oder verwaschen grau. Der Schwanz ist dunkel graubraun und leicht hell gelbrot gesäumt im frischen Gefieder. Im abgetragenen Gefieder sind die Säume weiß. Die Oberflügeldecken sind wie die Oberseite gefärbt. Die Basis der Innenfahnen der großen Armdecken und Schirmfedern ist manchmal dunkler; die Außenränder der großen Armdecken sind rosa-zimtfarben verwaschen. Die großen Handdecken und der Daumenfittich sind dunkel graubraun mit schwarzen Spitzen. Die Hand- und Armschwingen sind ebenfalls dunkel graubraun. Die Außenfahnen sind schmal heller grau umsäumt. Die Spitzen der Armschwingen und der inneren Handschwingen sind schmutzig weiß. Kinn, Brust und Brustseiten sind hell zimt-lederfarben. Die übrige Unterseite ist weiß mit hell gelblich-lederfarbener Verwaschung, die an den Flanken am kräftigsten ist. Die Unterflügeldecken und die Achselfedern sind weiß. Die Färbung des Schnabels ist nicht bekannt.

## Verbreitung, Lebensraum, Lebensweise und Status
Die beiden Exemplare wurden in 5.125 m Höhe auf dem westtibetanischen Kushku-Maidan-Hochplateau zwischen den Flüssen Kalakashi He und Yarkant im Südwesten des Uigurischen Autonomen Gebiets Xinjiang nach einem Sturm in einem Schwarm von Mattenschneegimpeln entdeckt. Die Flügel des Jungvogels waren noch nicht voll ausgewachsen. In seinen Notizen von 1934 vermutete Sillem daher, dass die Art entweder in der Nähe des Typenfundorts brütet oder nahe den Gipfeln des Kunlun-Gebirges. Über die Lebensweise ist nichts bekannt. Im Juni 2012 wurde im Yenigou-Tal im Westen der Provinz Qinghai ein Exemplar fotografiert, das später von Experten, einschließlich Professor Roselaar, als Weibchen des Sillemgimpels identifiziert wurde. Die Art wird von BirdLife International in der Kategorie unzureichende Datenlage (data deficient) gelistet.

## Systematik
Bis 2015 stand der Sillemgimpel unter dem Trivialnamen Sillem-Schneegimpel in der Gattung der Schneegimpel (Leucosticte). Eine DNA-Sequenz-Analyse unterstützt jedoch die Stellung in der Gattung Carpodacus, was vom International Ornithological Congress übernommen wurde. 2016 wurde der Trivialname in Sillemgimpel umgeändert.